# ماتاوا (واشینگتن)
ماتاوا (به انگلیسی: Mattawa) یک شهر در ایالات متحده آمریکا است که در شهرستان گرنت، واشینگتن واقع شده‌است. ماتاوا ۱٫۹۲ کیلومتر مربع مساحت و ۴٬۴۳۷ نفر جمعیت دارد و ۲۳۴ متر بالاتر از سطح دریا واقع شده‌است.